# Cruel Man
Cruel Man is een nummer van de Nederlandse postgrungeband Intwine uit 2004. Het is de eerste single van hun tweede studioalbum Perfect. Tevens staat het op de soundtrack van de film De Dominee.
Het nummer reikte tot de zevende positie in de Nederlandse Top 40 en was daarmee Intwine's op-één-na grootste hit. In de Turkse charts stond het nummer zelfs bovenaan.